# Syd Owen
Sydney William Owen (ur. 28 lutego 1922 w Birmingham, zm. styczeń 1999) – angielski piłkarz występujący podczas kariery na pozycji obrońcy i trener.

## Kariera klubowa
Syd Owen piłkarską karierę rozpoczął w drugoligowym Birmingham City w 1946. W 1947 przeszedł do drugoligowego Luton Town. Z Luton awansował do Division One w 1955. Ogółem w barwach Luton rozegrał 388 spotkań, w których zdobył 3 bramki. Na zakończenie kariery piłkarskiej w 1959 został uznany Piłkarzem roku w Anglii.
| Sezon   | Klub                 | Kraj   | Rozgrywki    | Mecze | Bramki |
| ------- | -------------------- | ------ | ------------ | ----- | ------ |
| 1946/47 | Birmingham City F.C. | Anglia | Division Two | 5     | 0      |
| 1947/48 | Luton Town F.C.      | Anglia | Division Two | 27    | 0      |
| 1948/49 | Luton Town F.C.      | Anglia | Division Two | 20    | 2      |
| 1949/50 | Luton Town F.C.      | Anglia | Division Two | 40    | 1      |
| 1950/51 | Luton Town F.C.      | Anglia | Division Two | 39    | 0      |
| 1951/52 | Luton Town F.C.      | Anglia | Division Two | 35    | 0      |
| 1952/53 | Luton Town F.C.      | Anglia | Division Two | 38    | 0      |
| 1953/54 | Luton Town F.C.      | Anglia | Division Two | 25    | 0      |
| 1954/55 | Luton Town F.C.      | Anglia | Division Two | 36    | 0      |
| 1955/56 | Luton Town F.C.      | Anglia | Division One | 27    | 0      |
| 1956/57 | Luton Town F.C.      | Anglia | Division One | 34    | 0      |
| 1957/58 | Luton Town F.C.      | Anglia | Division One | 36    | 0      |
| 1958/59 | Luton Town F.C.      | Anglia | Division One | 31    | 0      |

## Kariera reprezentacyjna
W reprezentacji Anglii Owen zadebiutował 16 maja 1954 w przegranym 0-1 meczu towarzyskim z Jugosławią. W tym samym roku uczestniczył w mistrzostwach świata. Na turnieju w Szwajcarii wystąpił w meczu z Belgią, który był jego trzecim i zarazem ostatnim występem w reprezentacji.
| Mecze i gole w reprezentacji | Mecze i gole w reprezentacji | Mecze i gole w reprezentacji | Mecze i gole w reprezentacji | Mecze i gole w reprezentacji | Mecze i gole w reprezentacji | Mecze i gole w reprezentacji |
| #                            | Data                         | Miasto                       | Przeciwnik                   | Gol                          | Wynik                        |                              |
| ---------------------------- | ---------------------------- | ---------------------------- | ---------------------------- | ---------------------------- | ---------------------------- | ---------------------------- |
| 1.                           | 16.05.1954                   | Belgrad                      | Jugosławia                   |                              | 0:1                          | towarzyski                   |
| 2.                           | 23.05.1954                   | Budapeszt                    | Węgry                        |                              | 1:7                          | towarzyski                   |
| 3.                           | 17.06.1954                   | Bazylea                      | Belgia                       |                              | 4:4                          | Mundial 1954                 |

## Kariera trenerska
Karierę trenerską Owen rozpoczął zaraz po zakończeniu piłkarskiej w Luton Town w 1959. Prowadzony przez niego klub spadł do Division Two w 1960 a Owen zrezygnował po tym wydarzeniu z pracy trenerskiej.